# Gregers Lundh
Gregers Fougner Lundh (Fron, 15 maggio 1786 – Brånes, 11 luglio 1836) è stato uno storico norvegese, professore di economia politica e tecnologia.

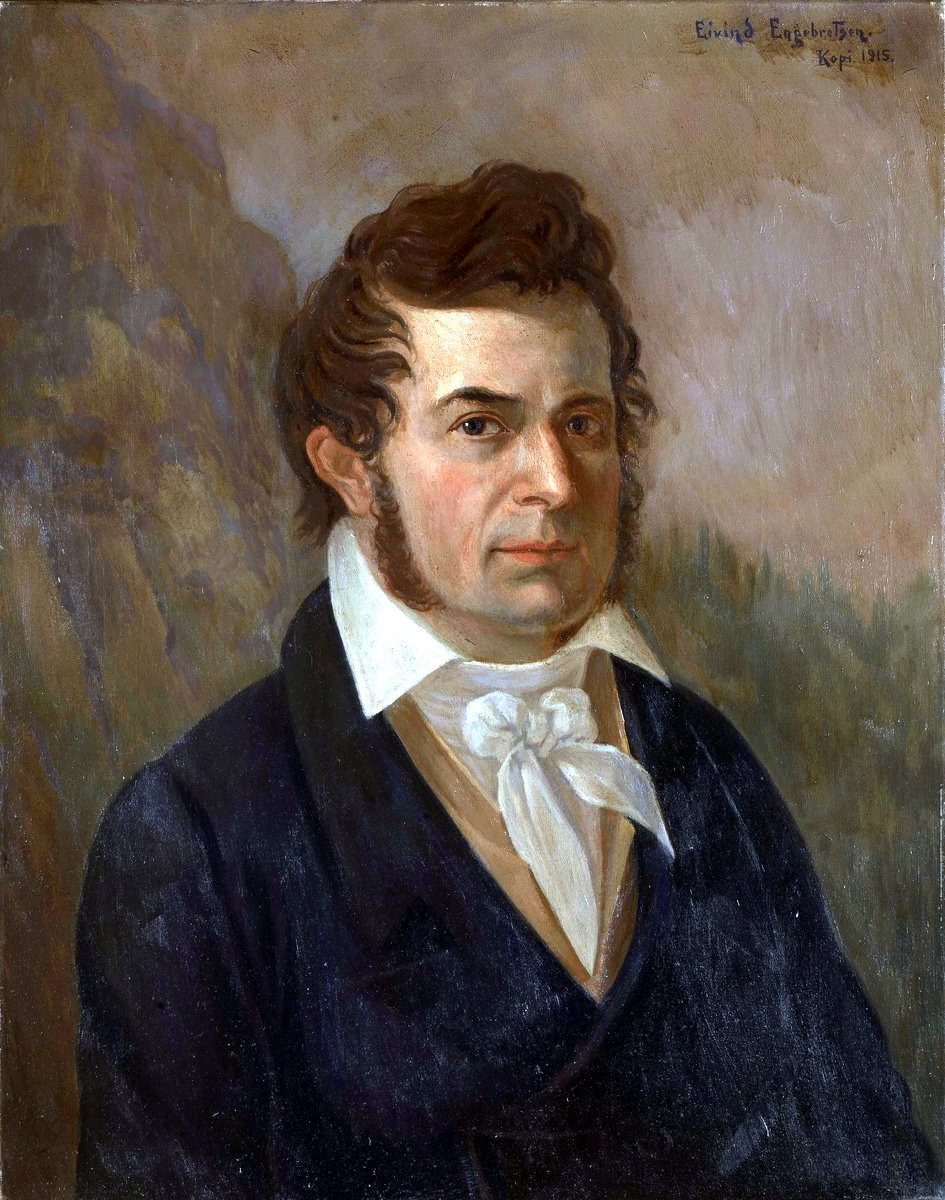
Johannes Flintoe, Rtitratto di Gregers Fougner Lundh, 1820, Galleria nazionale di Oslo

A lui si deve in parte la fondazione delle città di Hamar e Lillehammer, quando nel 1823 fu incaricato di studiare le possibilità di creare una città sul lago Mjøsa. Svolse inoltre un ruolo significativo nella ricerca storica norvegese della prima metà del XIX secolo.

## Biografia
Lundh iniziò a studiare medicina all'Università di Copenaghen, ma i suoi studi furono interrotti dallo scoppio della guerra con l'Inghilterra nel 1807. Incoraggiato dal principe Cristiano Augusto, si arruolò nell'esercito norvegese e nel 1808 divenne sottotenente nel reggimento di fanteria Oplandske. Partecipò alla guerra con la Svezia, e combatté nella battaglia di Toverud, dove il conte svedese Axel Otto Mörner si arrese. Durante questo scontro, il suo superiore fu ferito e il ventiduenne Fougner Lundh dovette prendere il comando. Nel 1812 aveva raggiunto il grado di capitano e faceva parte dello stato maggiore, ma quando fu siglata la Convenzione di Moss nel 1814, si dimise per protesta.
Mentre il ministro Carsten Anker si trovava in Inghilterra, Lundh gestì gli affari del V Ministero (il Ministero degli Interni) e nel settembre 1814 fu nominato segretario aggiunto dell'ufficio di presidenza. Tuttavia, dopo un solo anno si dimise e divenne docente all'Università di Christiania. Qui insegnò, tra l'altro, estrazione mineraria e ingegneria, pur non avendo alcuna formazione in queste materie, e costruì una collezione di modelli sul modello dell'Università di Copenaghen. Ebbe anche l'opportunità di ampliare le sue conoscenze attraverso diversi viaggi di studio all'estero. Allo stesso tempo, ricoprì un incarico presso la segreteria dell'università e come insegnante alla Scuola Mineraria di Kongsberg.
Nel 1822, Fougner Lundh fu nominato successore del defunto professor Christen Smith. Mentre Smith era stato professore di botanica e di economia, la cattedra di Fougner Lundh si limitava all'economia politica, all'agricoltura e alla tecnologia. Tuttavia, le sue lezioni attiravano pochi studenti.
Fougner Lundh morì nel 1836 in un incendio nella fattoria di Brånes a Skedsmo.

## Fougner Lundh e le città sul Lago Mjøsa
Dopo il 1814 venne avanzato il progetto di costruire una nuova città nella regione dell'Oppland. Fougner Lundh fu incaricato di studiarne la realizzazione e nel 1824 presentò una "Proposta per la costruzione di una città sulle rive del lago Mjøsa a Hedemarken, nella contea di Oplandene orientale". Nel documento viene indicata la costruzione di una città come economicamente vantaggiosa per lo Stato e confuta l'opposizione dei mercanti di Christiania, che temevano la concorrenza nel mercato della montagna. Durante la vita di Fougner Lundh, Lillehammer ottenne i diritti di città mercantile, mentre la città di Hamar fu fondata solo nel 1849, 13 anni dopo la sua morte.

## Fougner Lundh come storico
Fu Lundh che nel 1806 o 1807 formulò per primo l'idea che la Norvegia potesse rompere la comunanza linguistica con la Danimarca. All'epoca studiava a Copenaghen e ciò gli fornì l'argomento per la tesi di laurea: Hvorfor har Norge ikke sit eget Nationalsprog? De norske Dialecters Fortrin, og Muligheden i sammes Foreening som ett fuldkomment nationalt Skriftsprog (Perché la Norvegia non ha una propria lingua nazionale? I meriti dei dialetti norvegesi e la possibilità di unirli in una perfetta lingua nazionale scritta). L'idea non era casuale: aveva già iniziato a raccogliere parole dialettali della sua regione natale, l'Hadeland. Sebbene la raccolta non sia stata completata, contiene circa 800 parole. Lundh tradusse anche parte della saga di Haakon Haakonsson in una forma norvegese standard che aveva creato sulla base della lingua locale e del norreno antico. Il suo pensiero doveva essere noto, perché nel 1811 due eminenti danesi ne parlarono negativamente e nel 1813 Peter Erasmus Müller scrisse che era dovuto a un pregiudizio pensare che il Folkemål norvegese dovesse diventare una lingua indipendente, cosa che in tal caso sarebbe stata dannosa per la letteratura di entrambi i Paesi.
Fougner Lundh si occupò di storia della Norvegia e svolse un ruolo importante nella ricerca storica norvegese della prima metà del XIX secolo. Dopo essersi recato a Copenaghen nel 1828 per copiare i documenti originali negli archivi danesi, l'anno successivo pubblicò uno "Specimen" di un  diplomatarium norvegese, un predecessore del grande Diplomatarium Norvegicum. La sua pubblicazione dell'antica legge comunale di Bergen fu l'inizio della pubblicazione di tutte le antiche leggi norvegesi. Nel 1830, prese l'iniziativa di far stanziare allo Storting i fondi per un diplomatarium norvegese, ovvero una raccolta di leggi norvegesi antiche. Lo Storting fornì i fondi per la pubblicazione delle leggi, mentre per il diplomatarium si dovettero aspettare diversi anni. Un altro frutto del soggiorno di Fougner Lundh a Copenaghen fu il trasferimento degli archivi del re Cristiano II e dell'arcivescovo Olav Engelbrektsson dall'Archivio Nazionale Bavarese alla Norvegia (la Collezione di Monaco). Tornato in Norvegia, catalogò la collezione insieme a Rudolf Keyser. Divenne un esperto di diplomi antichi e fu responsabile dell'insegnamento dei documenti all'università.
Fougner Lundh fondò la Società per la lingua e la storia norvegese nel 1832, di cui fu presidente per il resto della sua vita, e insieme a Henrik Wergeland e Henrik Anker Bjerregaard fondò contemporaneamente un'associazione per la riforma della lingua norvegese. Scrisse anche la maggior parte degli articoli della rivista della società, Samlinger til det norske Folks Liv og Historie (Collezioni per la vita e la storia del popolo norvegese), e si dotò propria tipografia per pubblicarla.

## Discendenti
Fougner Lundh ebbe due figli: l'ufficiale Christoffer Anker Bergh Lundh (1816-1865) e l'archivista Otto Karl Klaudius Gregers Gregerssøn Lundh (1833-1896).

## Riconoscimenti
Ad Hamar, tra il municipio, Statens Hus e Tinghuset, si trova Fougner Lundh plass.